# Thelnetham
Thelnetham is een civil parish in het bestuurlijke gebied West Suffolk, in het Engelse graafschap Suffolk met 230 inwoners.